# 入善神社
入善神社（にゅうぜんじんじゃ）は、富山県下新川郡入善町入膳3601番地にある神社である。

## 概要
- 祭神 - 誉田別命、建御名方命[1]
- 氏子数 - 1,500戸[1]
- 境内地 - 2,450坪[1]
- 春祭 - 4月15日[1]
- 秋祭 - 10月15日[1]

往古より山王という地に『入善神社』という名称で鎮座し、入善荘（東大寺荘園）の総氏神にして大社であった。治承年間、木曾義仲が武運長久祈願を行ったと言われている。天正年間、長尾景虎（上杉謙信）の越中攻めの際に社殿が兵火により焼失した。宝暦元年（1751年）に北野の地に社地を移転し、白山社、日吉社、諏訪社を合社して栄えた。明治24年（1891年）10月、氏子の請願により『八幡宮』から現在の『入善神社』と称号する様になった。明治42年（1909年）には、入善駅の煤煙や騒音を避けるため現在地へ移転し、昭和47年（1972年）、武村福祉会館の建設や、会館前庭造成のため、北向きから西向きに改築された。
現在の社殿は、昭和56年（1981年）に竣工したものである。